# Vox Music TV
Vox Music TV ist ein polnischer Musikfernsehsender, der im April 2014 auf Sendung ging. Vox Music TV sendet über Hotbird 13,0 Grad Ost. Es werden Songs aus den 1970ern, 1980ern und 1990ern gespielt. Vox Music TV sendet verschlüsselt.

## Geschichte
Im August 2014 wurde Vox Music zum Multiplex des lokalen Fernsehsenders NTL Radomsko hinzugefügt. Der lokale NTL-Radomsko-Multiplex ist in einem begrenzten Bereich der Woiwodschaften Łódź und Schlesien verfügbar. Somit ist der Sender in zwei Regionen über DVB-T empfangbar und eine Million Menschen können somit Vox Music TV sehen. 2017 wurde Vox Music TV zusammen mit 7 anderen Sendern von Polsat gekauft; zuvor gehörte der Sender der ZPR-Gruppe.
Anfang 2018 kam der Sender in der Senderliste der Plattform Cyfrowy Polsat auf die Position 187. Seit 2019 sendet Vox Music TV sein Programm verschlüsselt.

## Musikstil
Vox Music TV spielt Songs der 1970er, 1980er und 1990er Jahre. Diese sind meist aus den Genres europäische Musik, italienischer Eurodance und Disco-Tracks.
Während des Wochenendes läuft eine Show mit den neuesten Musiknachrichten aus Polen und darüber hinaus. Die bekanntesten Sendungen sind „Hit na Droge“ und „On the Road“.

## Sonstiges
Neben Vox Music TV gibt es seit 2005 auch den Radiosender VOX FM.